# ONE WORLD (吉川晃司の曲)
「ONE WORLD」（ワン・ワールド）は、吉川晃司が2006年8月9日に発売した34枚目のシングル。

## 解説
アルバム『TARZAN』には本楽曲のアルバム・ヴァージョンが収録されており、編曲は原曲とPrimitive Verを併せたような感じに仕上がっている。

## 収録曲
- 全作詞・作曲：吉川晃司、編曲：菅原弘明

1. ONE WORLD
2. ONE WORLD Primitive Ver
3. ONE WORLD （Instrumental）
4. ONE WORLD Primitive Ver （Instrumental）

## タイアップ
| 楽曲      | タイアップ                                                     | 出典  |
| --------- | -------------------------------------------------------------- | ----- |
| ONE WORLD | 東映配給映画『劇場版 仮面ライダーカブト GOD SPEED LOVE』主題歌 | [ 1 ] |

## 収録アルバム
- ONE WORLD
  - TARZAN（2007年）（アルバムバージョンで収録）
  - KEEP ON KICKIN'!!!!!（2011年）（アルバムバージョンで収録）
  - KEEP ON SINGIN'!!!!!〜日本一心〜（2011年）（リメイクバージョンで収録）
  - SINGLES+（2014年）（シングルバージョンで収録）